# Cromwell Stone
Pour les articles homonymes, voir Cromwell.
Cromwell Stone est une série de bande dessinée créé par Andreas.

## Albums
- 1 Cromwell Stone, Éditions Michel Deligne, janvier 1984
Scénario et dessin : Andreas -  (ISBN 2-87135-002-7)
- 2 Le Retour de Cromwell Stone[1], Delcourt, Conquistador, Paris, novembre 1994
Scénario et dessin : Andreas -  (ISBN 2-84055-049-0)
- 3 Le Testament de Cromwell Stone[1], Delcourt, Conquistador, Paris, septembre 2004
Scénario et dessin : Andreas -  (ISBN 2-84789-101-3)

## Résumé

### Cromwell Stone
L'histoire s'ouvre sur une scène dramatique: un homme, Cromwell Stone, court sur le rivage d'une mer déchaînée. Dans une maison à flanc de falaise, il rejoint un homme nommé Houston Crown. Tous deux font partie d'un groupe se réunissant chaque année le 20 décembre. On apprendra qu'il s'agissait de 13 passagers ayant survécu à un drame maritime, 10 ans plus tôt, et que neuf d'entre eux ont déjà disparu. Stone entame le récit des jours précédents.
Il y a une semaine, Jack Farley, un autre membre de ce cercle, avait écrit à Stone pour l'inviter dans sa maison. Après un voyage en train, Stone trouve cette maison inoccupée (et à louer). Il décide de s'y installer pour élucider ce mystère. Il sympathise avec un jeune garçon muet, qui lui remet une pierre ornée d'un symbole. 
Le lendemain, Stone rencontre sur la plage un marin qui lui parle de naufrageurs qui, il y a des siècles, se faisaient aider de serpents de mer et cachaient des bateaux dans des cavernes. De retour dans sa maison, Stone reçoit la visite de Gordon Globe, également membre du cercle des survivants. Cet homme barbu aux yeux cernés tente de convaincre Stone que rien d'anormal ne se passe. Pourtant, faisant face à des visions de plus en plus inquiétantes, Stone découvre que les mystères de cette maison sont liés à la disparition du navire, 10 ans plus tôt. Forçant la porte d'une chambre secrète, il découvre le corps frigorifié de Farley, et prend la fuite.
Revenu au temps présent, on assiste à une rencontre finale avec Gordon Globe, qui révèle sa nature non-humaine, et son objectif: récupérer la «clé» qui avait été volée par l'un des passagers. Stone cause involontairement la mort de Globe, en faisant chuter un chandelier sur celui-ci. Crown révèle alors qu'il est celui qui avait volé la clé, et décide de s'en débarrasser en la jetant à la mer. 
Un épilogue montre que la clé, retrouvée par un pêcheur, est désormais entre les mains du jeune garçon muet, fils du capitaine.

### Le retour de Cromwell Stone

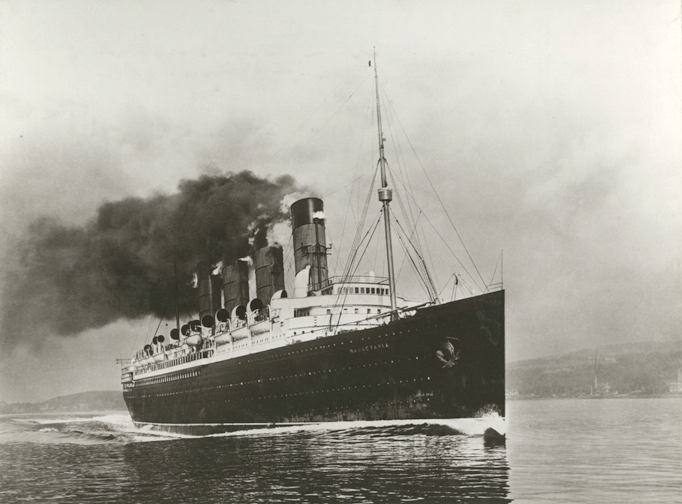
Un transatlantique des années 1900

L'action se déroule sur un énorme paquebot transatlantique, faisant route vers l'Amérique. Les personnages centraux sont Phil Parthington Junior, un jeune et richissime homme d'affaires, et son épouse Marlène, accompagnés de leur garde du corps Cameron. Une caisse en bois, dans leur cabine, est l'objet de convoitise pour plusieurs autres passagers: Van Koor, également homme d'affaires, et son maître, nommé Gasshofen. Parallèlement à l'action sur le navire, on retrouve le personnage de Cromwell Stone, visiblement âgé, qui relate ses découvertes à la suite du premier tome, et ses recherches pour retrouver la "clé". On apprend que cette clé a été construite par Gasshofen, qui est un "être surhumain" créé à cet effet par les "sensoriels", des créatures extra-terrestres, dans le but de permettre à leur "créateur" (une gigantesque entité cosmique) de quitter la planète Terre où ce dernier a échoué.
Après avoir déjoué diverses tentatives de s'emparer de la clé, Phil et Marlène arrivent à leur destination, et retrouvent Cromwell Stone, dans une ville vidée de ses habitants et recouverte de végétation. Phil, reconnaissant Cromwell Stone qui lui avait accordé sa sympathie alors qu'il était enfant (il est le fils muet du capitaine dans le tome précédent), accepte de lui confier la clé. La perte de l'objet lui fait cependant perdre la raison. Dans une scène finale dramatique, le "créateur" surgit d'une fissure terrestre et s'envole vers les profondeurs du cosmos. Ayant dépensé ses dernières forces, Cromwell Stone, mourant, confie à Marlène un coffret contenant "tout ce qui me reste de mon passé", qu’il lui demande de ramener en Écosse.

### Le Testament de Cromwell Stone
Ce récit se déroule en Écosse, et le personnage principal est Marlène Parthington. Unique survivante d'un accident d'avion dont elle n'a gardé aucun souvenir, elle a été recueillie par un couple âgé, Mary et Joe Achnacon, qui habitent près d'un village nommé Mortach Mór. Le couple décide de s'occuper de la jeune femme, car elle leur rappelle Jessy, leur fille décédée. Au cours d'une promenade, Marlène rencontre Phil Parthington Junior, son mari dans le précédent tome, devenu "simple enveloppe charnelle" de l'être surhumain créé par les sensoriels. Se promenant dans la campagne écossaise, Marlène est attirée par une tour en ruine. Elle décide d'y déposer le coffret qui lui avait été confié par Cromwell Stone. En lisant les pages du journal de Cromwell Stone, Marlène réalise qu'elle possède elle-même des pouvoirs surhumains, mais cette découverte efface sa mémoire.

## Publication

### Éditeurs
- Delcourt (Collection Conquistador) : Tomes 1 à 3 (première édition des tomes 1 à 3).
- Une édition intégrale de Cromwell Stone, rassemblant les trois tomes en un album de 144 pages, est parue chez Delcourt en 2013[2].